# Squilla biformis
Squilla biformis is een bidsprinkhaankreeftensoort uit de familie van de Squillidae. De wetenschappelijke naam van de soort is voor het eerst geldig gepubliceerd in 1891 door Bigelow.